# Cerebro (DC Comics)
Cerebro (Brain en inglés) es un personaje ficticio, un supervillano publicado por la editorial DC Comics, comúnmente conocido por ser enemigos de la Doom Patrol y los Jóvenes Titanes. Cerebro es el cerebro de un científico loco de origen francés, un intelectual megalómano y genio criminal.
Cerebro aparece como el principal antagonista en la tercera temporada de la serie de HBO Max, Doom Patrol, con la voz de Riley Shanahan.

## Historia sobre la publicación
Cerebro apareció por primera vez en la historieta Doom Patrol y fue creado por Arnold Drake y Bruno Premiani. Drake comentó más tarde: "Usé ese mismo concepto en un cómic de Jerry Lewis, y en un cómic de Bob Hope tenía un tótem que hablaba con él. A menudo, escribía las mismas historias para las cosas de comedia que yo escribí para las cosas serias. Simplemente le di la vuelta".

## Biografía ficticia del personaje
Como científico, el hombre que se convertiría en el supervillano Cerebro llevaba a cabo una serie de experimentos en animales para poder aumentarles su inteligencia. En uno de ellos utilizó a un gorila capturado al que le elevó el índice de inteligencia hasta el de un genio, con un coeficiente intelectual de 178. Llamó al gorila Monsieur Mallah, y lo educó durante casi una década antes de que se convirtiera en su asistente personal.
En aquel entonces, su colega el profesor Niles Caulder empezó a sentir celos de su trabajo y lo preparó todo para que el científico quedara atrapado en una explosión que destruyó el cuerpo del científico. Solo sobrevivió su cerebro, que Caulder colocó en el cuerpo de un robot. Mallah rescató al científico, transfiriendondo su cerebro a una red informática que lo mantuvo en funcionamiento (posteriormente Caulder urdió otro accidente, haciendo que el conductor de carreras Cliff Steele, quien más tarde sería conocido como Robotman tuviera un accidente con su vehículo). Posteriormente, colocó el cerebro de Steele en el cuerpo artificial destinado originalmente al científico).
De ahora en adelante, tras estos hechos ocurridos, sería conocido simplemente como Cerebro, junto con Mallah reunió y creó una organización criminal conocida como la Hermandad del Mal con la esperanza de conquistar el mundo y vengarse de Caulder. Caulder, ahora conocido como el "Jefe", provocó otra serie de accidentes intencionados y decidió formar el grupo de superhéroes conocido como la Doom Patrol (hay que tener en cuenta que la participación de Caulder en los acontecimientos que crearon a la Doom Patrol, y a Cerebro, fue retocada décadas después tras la creación de la Doom Patrol y Cerebro: originalmente los accidentes que tuvieron lugar fueron auténticos accidentes). Luego de intentar destruir a las mascotas (los miembros que formaron el primer equipo) del jefe, Cerebro, MALLAH y su hermandad se convirtieron en enemigos de la Doom Patrol. Sus actividades delictivas llevó a enfrentarse también con los Jóvenes Titanes, luego de que Garfield Logan (Beast Boy/Changeling se uniera a los Titanes). Una historia vio a la Hermandad combatir también a la recién formada Liga de la Justicia, con Cerebro a la cabeza al utilizar una empalmadora genética para tomar los poderes de velocidad de Flash inutilizando las piernas, el anillo de Green Lantern, (tomando el brazo de Canario Negro al inutilizarle las cuerdas vocales y al Detective Marciano cegándolo. A pesar de utilizar los poderes robados, Cerebro fue derrotado en un enfrentamiento con la Liga y la Doom Patrol utilizando implantes cibernéticos creados por Niles Caulder para compensar su poderes perdidos, cuando Aquaman había derrotado a Cerebro y había subyugado el poder del control del anillo (Aquaman señalaría que la dependencia excesiva de Cerebro con el anillo significó que pasaría por alto el uso de las otras habilidades), permitiendo así a Aquaman separar a Cerebro de su cuerpo improvisado y permitir que la Liga acabar los planes que había hecho.
Durante la escritura que encabezó Grant Morrison en su etapa con la historieta de la Doom Patrol, Mallah le consiguió a Cerebro el nuevo cuerpo robótico perteneciente a Robotman (ya después de ser secuestrado Cliff, el Cerebro original de Robotman fue retirado anteriormente debido a unos constantes fallos, permitiéndole modificar el cuerpo para sustentar el cuerpo de Cerebro). En su nuevo cuerpo, Cerebro le confesó a Mallah que estaba enamorado de él. Cuando Mallah reveló que sentía lo mismo hacia su amo, ambos se besaron. Pero el cuerpo que había desarrollado Robotman tenía una función nueva, la capacidad para sentir emociones, y prometió no volver a ser esclavo de Cerebro; cuando Mallah colocó a su amante en el cuerpo robótico, desencadenó un mecanismo de autodestrucción, que explotó mientras se besaron.
Ambos regresarían más tarde (con Cerebro regresando a un frasco). No quedó claro cómo los dos villanos sobrevivieron a la explosión, si fueron llevados de vuelta a la vida por una alteración de la realidad (como el evento de Hora Cero, o si el mundo fue destruido y recreado con sutiles diferencias, como ocurrió con los eventos que trajeron al multiverso con el evento conocido como la Crisis Infinita, o si el evento ocasionado por Superboy Prime cuando golpeó las "paredes de la realidad" creó algún tipo de ondulaciones que alteraron la realidad e hicieron que la historia se repitiera con varios personajes).
Posteriormente, la Hermandad comenzó atacando instalaciones de investigación genética; siendo su plan poder desbloquear los secretos de clonación con el fin de crear un nuevo órgano para Cerebro, por lo que él y Monsieur Mallah podrían «finalmente vivir felices para siempre». Con lo anterior, Cerebro finalmente fue capaz de clonar un nuevo cuerpo para sí mismo, pero tras un corto periodo de tiempo dicho cuerpo orgánico empezó a deteriorarse, por lo que Mallah perforó la cabeza para poder sacar a Cerebro del cuerpo y colocarlo en otro contenedor.
En la serie limitada, Salvation Run, Cerebro y Mallah aparecerían entre los villanos que fueron enviados al planeta Cygnus 4019. Cerebro y Monsieur Mallah llegan al campamento del Joker, y Mallah le pide al Gorila Grodd hablar con él lejos de los demás. Mallah le propone a Grodd, siendo compañero gorila, ser los reyes naturales de entre todos los demás villanos, y que deberían formar una alianza, ya que través de su poder combinado podrían ser capaz de gobernar todo el lugar por sí mismos. El Gorilla Grodd se ríe de que Mallah se considerase como regidor del lugar, y se burla de él porque lo considera un «experimento científico absurdo», comparándolo con «un niño gorila que se enorgullece de pertenecer a Ciudad Gorila». Mallah golpea al Gorila Grodd por ofenderlo y lo llama bestia, haciendo que Grodd se encolerice e intente matarlo. Aunque Mallah también tiene un arma y le dispara al Gorila Grodd varias veces, Gorilla Grodd todavía tiene la sartén por el mango, y a punto de matar a Monsieur Mallah, Cerebro interviene, suplicándole por la vida de Monsieur Mallah. Pensándolo mejor, Grodd recoge a Cerebro y a Mallah venciéndolo y matándolo, y rompiendo el cristal que contenía a Cerebro, matándolo también. Antes de exhalar su último aliento, Monsieur Mallah sostiene el recipiente que mantiene a su amo y le dice a Cerebro que muere feliz por haber conocido y servido a su amo, mientras que Cerebro le dice que al final morirán juntos y que por fin serán capaces de estar juntos.

### Los Nuevos 52
En la nueva continuidad, durante los acontecimientos de Forever Evil, Cerebro y Monsieur Mallah ayudaron al Gorila Grodd al hacerse cargo de los restos de Ciudad Central en el momento en que la Oscuridad se había hecho cargo de la mayor parte del mundo. Terminan capturando a Animal Man y demás héroes que estaban con él. El grupo de Animal Man es salvado por Frankenstein y un equipo del ejército que derrotan a la mayor parte de los gorilas así como algunos de ellos que se les permite escapar, con el fin de contar la historia de su derrota.

## Otras versiones

### Edad de Oro
DC Comics antes tenía a otro villano llamado Cerebro, durante la época dorada de cómics. Él era un criminal común, que se ganó su apodo por su inteligencia, y no era literalmente solo un Cerebro. Él, junto con el Captain Bigg, Hopper, False-Face y Rattler era uno de los cinco villanos de poca monta contratados por Black Star que cometían un atraco a un banco. Todos ellos fueron frustrados por los Siete Soldados de la Victoria.

### Smallville (Cómic continuación de la serie de televisión)
En Smallville temporada 11, aparece Cerebro junto con Monsieur Mallah, robando el Museo del Louvre. Ambos son capturados por Superman e Impulso, y en esta versión Cerebro y Mallah se revelaron como amantes.

## Poderes y habilidades
Es uno de los villanos más formidables jamás encontrados por la Doom Patrol, o incluso en la misma editorial DC Comics, Cerebro es más que un oponente cerebral, siendo incluso aún más peligroso que cualquier otro villano. Siendo un antiguo científico, Cerebro tiene el coeficiente intelectual de un genio, lo que le permite cometer actos criminales de manera formidable y lo hace capaz de planear crímenes perfectos. Cerebro es completamente una sola mente, lo cual motiva casi en su totalidad la dominación de los demás, la forma de cometer crímenes es más que perfecta, y más que nada sobre todo si se trata de buscar venganza contra Niles Caulder.
Experto en psicología, también es un maestro de la coacción, el engaño y la manipulación, siendo un sociópata capaz de convencer a casi cualquier persona de hacer su trabajo sucio por él, hasta el punto en que sus agentes que están a su servicio estén bajo la ilusión de que en realidad no están cometiendo crímenes o hechos inmorales. Este ha sido, sin embargo, en ocasiones, lo que se ha dado a entender que es el resultado del control mental, utilizando telepatía como alguno de los poderes que tiene Cerebro. Fue a través de estas vastas capacidades cerebrales que Cerebro era capaz de unir a varios villanos, bajo su mando, y formar la Hermandad del Mal.
A pesar de que otros actúan a menudo como su lugartenientes, Cerebro, su verdadero secuaz es su también socio y amante, Monsieur Mallah, Cerebro ha utilizado de forma ocasional cuerpos robóticos ágiles para darle movilidad. Los diferentes artefactos que ha utilizado para mantener protegido su cerebro fueron diseñados por el propio Cerebro, (también es un maestro de la biología y la robótica), ha demostrado que sus cuerpos robóticos o biológicos que ha construido son cada vez más resistentes, duraderos e incluso casi indestructibles. En raras ocasiones, cuando Cerebro ha sido capturado estando vulnerable y sin protección robótica o la asistencia de otros villanos, se ha protegido a sí mismo atacando a los oponentes a través de la telequinesis.
A excepción de los momentos en los que ha poseído cuerpos robotizados, como se ha mencionado anteriormente, Cerebro normalmente es presentado como un cerebro humano ordinario, aunque alojado dentro de lo que podría describirse como recipiente de tamaño natural, una pieza de ajedrez que mantiene el control del equipo necesario para mantenerlo con vida; es esta representación la cual ha sido adaptado en las versiones animadas de Cerebro, como la que se menciona en este artículo. En el cómic original de la Doom Patrol, fue retratado regularmente como un cerebro sin cuerpo, flotando dentro de una cúpula sellada llena de un baño de nutrientes, que conectaba con numerosas máquinas, incluyendo un altavoz que permitía transmitir su voz.
Durante un enfrentamiento contra la Liga de la Justicia apenas recién formada junto a la Doom Patrol, el equipo de Cerebro utilizó un equipo de genética proporcionada por la organización Locus, un misterioso aparato para "robar" los ojos del Detective Marciano, las cuerdas vocales Canario Negro, las piernas de Flash y el brazo derecho de Linterna Verde, concediendole tener acceso a las capacidades de visión del Detective Marciano, el grito sónico de Canario Negro, la velocidad de Flash, y el anillo de poder de Linterna Verde. Sin embargo, durante este tiempo fue solo alguna vez que se mostraba el anillo, y fue tomado por sorpresa debido a la entonces vulnerabilidad al amarillo; Aquaman finalmente, llevó a que la gestión de dominar la voluntad de Cerebro y utilizar el anillo para separa el cuerpo fue realizada de manera improvisada.

## Apariciones en otros medios

### Televisión
- Cerebro ha hecho apariciones en las siguientes series animadas:

- - Jóvenes Titanes, donde fue el villano de la temporada final de la serie, y su spin off cómico, Jóvenes Titanes en Acción, haciendo apariciones esporádicas.

- - Batman, el Valiente y Young Justice fueron otras series donde el personaje de Cerebro y Monsieur Mallah aparecieron.

- - Aparece en el episodio de Justice League Action, "The Brain Buster", con la voz de Jim Ward.[15] Junto a Batman, Mister Terrific, Lex Luthor y Calculator son secuestrados por Mister Mind haciéndose pasar por un ser cósmico para ver quién es el más intelectual del grupo al hacer que participen en tres desafíos.

- Cerebro aparece en la tercera temporada de Doom Patrol con la voz de Riley Shanahan.[16][17] Esta versión ha tenido varios encuentros con Doom Patrol, uno lo vio usando su forma Ultimax antes de que Steve Dayton reclamara su cuerpo robótico, aunque Cerebro escapó. En el presente, Cerebro le pide a Madame Rouge que ataque a Doom Patrol y robe el cuerpo de Robotman para él como su iniciación en la Hermandad del Mal. Sin embargo, después de tomar el control del cuerpo, Monsieur Mallah lo deja antes de que Robotman tome el control del frasco del cerebro de Cerebro y descarte al robot gigante y lo derrote. Después de salvar el cuerpo de Robotman, Rita Farr mata a Cerebro.

- Cerebro aparece en Mis aventuras con Superman, con la voz de Jessie Inocalla.[18]Esta versión es la de un científico alemán de buen corazón pero de mal genio que originalmente trabajó para el Proyecto Cadmus. Después de negarse a desarrollar armas, el Task Force X asaltó la base de Cerebro, lo que resultó en la destrucción del cuerpo de este último, aunque su tocayo y su corazón se salvaron. En el presente, él vive con Monsieur Mallah en las ruinas de Cadmus mientras construye un portal a otro mundo donde serán aceptados.

### Videojuegos
- Cerebro y Monsieur Mallah han aparecido en los juegos de DC Universe Online, Injustice: Gods Among Us y el videojuego basado en la serie de animación de Batman, el Valiente.